# Turdus ravidus
El zorzal de Gran Caimán (Turdus ravidus) es una especie extinta de ave paseriforme de la familia de los túrdidos. Era endémica de la isla de Gran Caimán.

## Descripción
Era gris ceniciento en general, con el vientre blanco. Bajo las plumas de la cola y las puntas de las plumas exteriores de la cola era de color blanco. El pico, las patas, y el anillo ocular desnudo eran rojizos. La longitud de las alas era de 13,5 cm y la cola 11 cm. El pico alcanzaba una longitud de 2,4 centímetros y las patas eran aproximadamente 3,8 centímetros de largo.

## Extinción
Charles B. Cory lo describió como común en 1886, pero poco después de su descubrimiento se convirtió en un objeto favorito de los coleccionistas de aves. Veintiún muestras se recogieron en total cuatro en ocasiones. Las cuatro primeras muestras fueron tomadas en agosto de 1886. Otros tres fueron asesinados en 1892 y una hembra en 1896. Finalmente trece especímenes fueron asesinados entre abril y julio de 1916 porque el coleccionista de aves WW Brown, Jr. De repente, este pájaro se desvaneció y varios estudios para encontrar esta especie de nuevo han fracasado, el zoólogo Bernard C. Lewis observó un individuo al norte de East End en el este de Gran Caimán en el verano de 1938. Este fue el último informe fiable de un tordo en Gran Caimán. Las causas de su extinción fueron la deforestación y la destrucción de su hábitat por los huracanes entre 1932 y 1944.